# Mamadou Touré (giocatore di calcio a 5 1998)
Mamadou Touré (27 gennaio 1998) è un giocatore di calcio a 5 francese.

## Carriera
Di origini maliane, Touré si è formato nel settore giovanile del Red Star giocando a calcio. Ha debuttato nella Nazionale maschile di calcio a 5 della Francia nel 2021; con i transalpini ha disputato la Coppa del Mondo 2024 insieme all'omonimo Mamadou Touré, di tre anni più giovane.